# دنيس كوك (لاعب كرة الريشة)
دنيس كوك (بالإنجليزية: Dennis Coke)‏ هو لاعب كرة الريشة جامايكي، ولد في 7 أكتوبر 1993 في كينغستون في جامايكا.

## وصلات خارجية
- دنيس كوك على موقع BWF.tournamentsoftware.com (الإنجليزية)
- دنيس كوك على موقع BWFbadminton.com (الإنجليزية)
- دنيس كوك على موقع أوليمبيديا (الإنجليزية)